# Rhodobryum verticillatum
Rhodobryum verticillatum är en bladmossart som beskrevs av Georg Ernst Ludwig Hampe 1875. Rhodobryum verticillatum ingår i släktet rosmossor, och familjen Bryaceae. Inga underarter finns listade i Catalogue of Life.